# Tom und Jerry – Robin Hood und seine tollkühne Maus
Tom und Jerry – Robin Hood und seine tollkühne Maus ist ein US-amerikanischer Zeichentrickfilm von Spike Brandt und Tony Cervone aus dem Jahr 2012. Der Direct-to-Video-Film gehört zum Tom und Jerry-Franchise.

## Handlung
Robin Hood, seine tollkühnen Freunde und die Maus Jerry leben im Sherwood Forrest, um dem Steuersystem des Sheriffs von Nottingham, der rechten Hand von Prinz John zu entgehen. Sie überfallen einen Geldtransport, der jedoch in Wahrheit eine Falle des Sheriffs ist, der von seinem getreuen Kater Tom begleitet wird. Jerry ist jedoch vorher bereits über den Hinterhalt informiert worden und so entkommt Robin Hood mit dem Geld der Falle. Als der Sheriff mit Prinz John die fehlgeschlagene Falle bespricht, verspricht dieser seinen Kater einzusetzen, um Jerrys Spion ausfindig zu machen.
Tatsächlich ist es Maid Marian (dargestellt von Tex Averys Red), die Robin Hood mit Informationen versorgt. Jerry versucht einen Liebesbrief zu überbringen, doch es beginnt eine Verfolgungsjagd mit Tom. Am Ende gelingt es Jerry, die etwas eigenwillig von ihm veränderte, da unlesbar gewordene Botschaft zu übermitteln. Dieser beschließt ein Bogenschützenturnier zu veranstalten, um Robin Hood zu verhaften. Robin Hood gelingt es zunächst unbemerkt am Turnier teilzunehmen, doch als er mit Hilfe von Jerry gewinnt, wird er enttarnt und gefangen genommen.
Jerry versucht seinen Freund zu befreien, doch bei dem Versuch wird Marian als Spionin enttarnt und ebenfalls unter Hausarrest gestellt. Derweil schmieden Prinz John und der Sheriff einen Plan, um König Richard, den rechtmäßigen König von England, loszuwerden. Schließlich gelingt es Jerry, Robin zu befreien und auch Tom schließt sich dessen Bande an. Es kommt zu einem Showdown auf dem Schiff von König Richard, an dessen Ende John und der Sheriff gefangen genommen werden. Tom und Jerry werden zum Ritter geschlagen und Robin Hood heiratet Marian.

## Hintergrund
Der Film erschien in den Vereinigten Staaten am 2. Oktober 2012 auf Blu-ray und DVD. Er ist Drehbuchautor Earl Kress gewidmet, der am 19. September 2011 an Leberkrebs verstarb.
In Deutschland erschien der Film am 5. Oktober 2012 über Warner Kids. Seine Fernsehpremiere hatte er am 16. November 2013 auf Boomerang.